# Іванов Микола Григорович
Микола Григорович Іванов (грудень 1894, місто Ржев Тверської губернії, тепер Тверської області, Російська Федерація — липень 1981, місто Москва, Російська Федерація) — радянський діяч, голова Самаркандського обласного революційного комітету, член ВЦВК. Член Комісії радянського контролю при РНК СРСР у 1934—1939 роках.

## Життєпис
Народився в родині вчителя. Закінчив початкову школу та гімназію. До 1916 року навчався на фізико-математичному факультеті Петроградського університету, закінчив чотири курси.
З квітня по серпень 1917 року — член виконавчого комітету Василеостровської районної ради міста Петрограда.
З серпня 1917 по травень 1918 року — комендант робітничих дружин Червоної гвардії Василеостровського району Петрограда.
У червні 1918 — червні 1919 року — завідувач Масловського волосного відділу народної освіти, голова виконавчого комітету Масловської волосної ради Ржевського повіту Тверської губернії.
Член РКП(б) з березня 1919 року.
У червні 1919 — квітні 1920 року — товариш (заступник) голови виконавчого комітету Ржевської повітової ради Тверської губернії.
У травні 1920 — березні 1921 року — заступник голови Самаркандського обласного комітету РКП(б), голова Самаркандського обласного революційного комітету та в.о. голови Революційної військової ради (РВР) Самаркандсько-Бухарської групи військ РСЧА в Самарканді.
У квітні 1921 — січні 1927 року — заступник голови Московської обласної Ради народного господарства, завідувач відділу металів, голова управління торгівлі (Мосторг) Московської обласної Ради народного господарства, голова Московського державного об'єднання підприємств поліграфічної промисловості «Мосполіграф».
У січні 1927 — лютому 1929 року — голова Московської губернської планової комісії.
У лютому 1929 — грудні 1930 року — член колегії Народного комісаріату фінансів СРСР, голова Центрального правління державної спиртової монополії «Центроспирт»; заступник начальника промислового сектора та сектора кадрів Вищої ради народного господарства СРСР.
У січні 1931 — вересні 1933 року — член колегії Народного комісаріату постачання СРСР, начальник фінансового сектора, начальник Всесоюзного об'єднання спиртової промисловості «Союзспирт» Народного комісаріату постачання СРСР.
У вересні 1933 — травні 1934 року — член колегії Народного комісаріату фінансів СРСР, начальник сектора фінансування транспорту і зв'язку, начальник сектора фінансування промисловості.
У травні 1934 — жовтні 1935 року — уповноважений Комісії радянського контролю при РНК СРСР по Білоруській СРР.
З жовтня 1935 року — в.о. керівника групи харчової промисловості, з листопада 1935 року — в.о. керівника групи торгівлі, з грудня 1935 по вересень 1937 року — заступник керівника групи широкого вжитку, керівник групи місцевої промисловості, промислової кооперації і житлово-комунального господарства Комісії радянського контролю при РНК СРСР.
У вересні 1937 — 1938 року — в.о. уповноваженого Комісії радянського контролю при РНК СРСР по Харківській області УРСР.
У 1938 році — член групи широкого вжитку Комісії радянського контролю при РНК СРСР. У листопаді 1938 року звільнений з роботи через хворобу, залишений в розпорядженні Бюро Комісії радянського контролю при РНК СРСР.
З червня 1939 по серпень 1940 року — на пенсії за станом здоров'я.
У серпні 1940 — лютому 1944 року — заступник начальника інспекції Народного комісаріату харчової промисловості СРСР у Москві та Казані.
У лютому 1944 — вересні 1948 року — начальник відділу, у вересні 1948 — серпні 1949 року — старший бухгалтер, заступник головного бухгалтера, в серпні — грудні 1949 року — начальник відділу, в грудні 1949 — березні 1953 року — начальник сектора фінансового відділу в Міністерстві м'ясної та молочної промисловості СРСР. У квітні 1953 — квітні 1956 року — начальник фінансового відділу Головного управління із заготівлі худоби «Головзаготхудоба» Міністерства промисловості м'ясних та молочних продуктів СРСР.
З квітня 1956 року — персональний пенсіонер у Москві.
Помер у липні 1981 року в Москві.